# Trachinotus kennedyi
Trachinotus kennedyi är en fiskart som beskrevs av Steindachner, 1876. Trachinotus kennedyi ingår i släktet Trachinotus och familjen taggmakrillfiskar. IUCN kategoriserar arten globalt som livskraftig. Inga underarter finns listade i Catalogue of Life.